# Hrušovany nad Jevišovkou
Pour les articles homonymes, voir Hrušovany.
Hrušovany nad Jevišovkou (en allemand : Grußbach) est une ville du district de Znojmo, dans la région de Moravie-du-Sud, en République tchèque. Sa population s'élevait à 3 396 habitants en 2024.

## Géographie
Hrušovany nad Jevišovkou est arrosée par la Jevišovka, un affluent de la Dyje, et se trouve à 26 km à l'est de Znojmo, à 44 km au sud-sud-ouest de Brno et à 199 km au sud-est de Prague.
La commune est limitée par Litobratřice au nord, par Jevišovka au nord-est, par Nový Přerov et l'Autriche au sud-est, par Hrabětice au sud, par Šanov au sud-ouest, et par Pravice et Břežany à l'ouest.

## Histoire
La première mention écrite de la localité date de 1131.

## Galerie

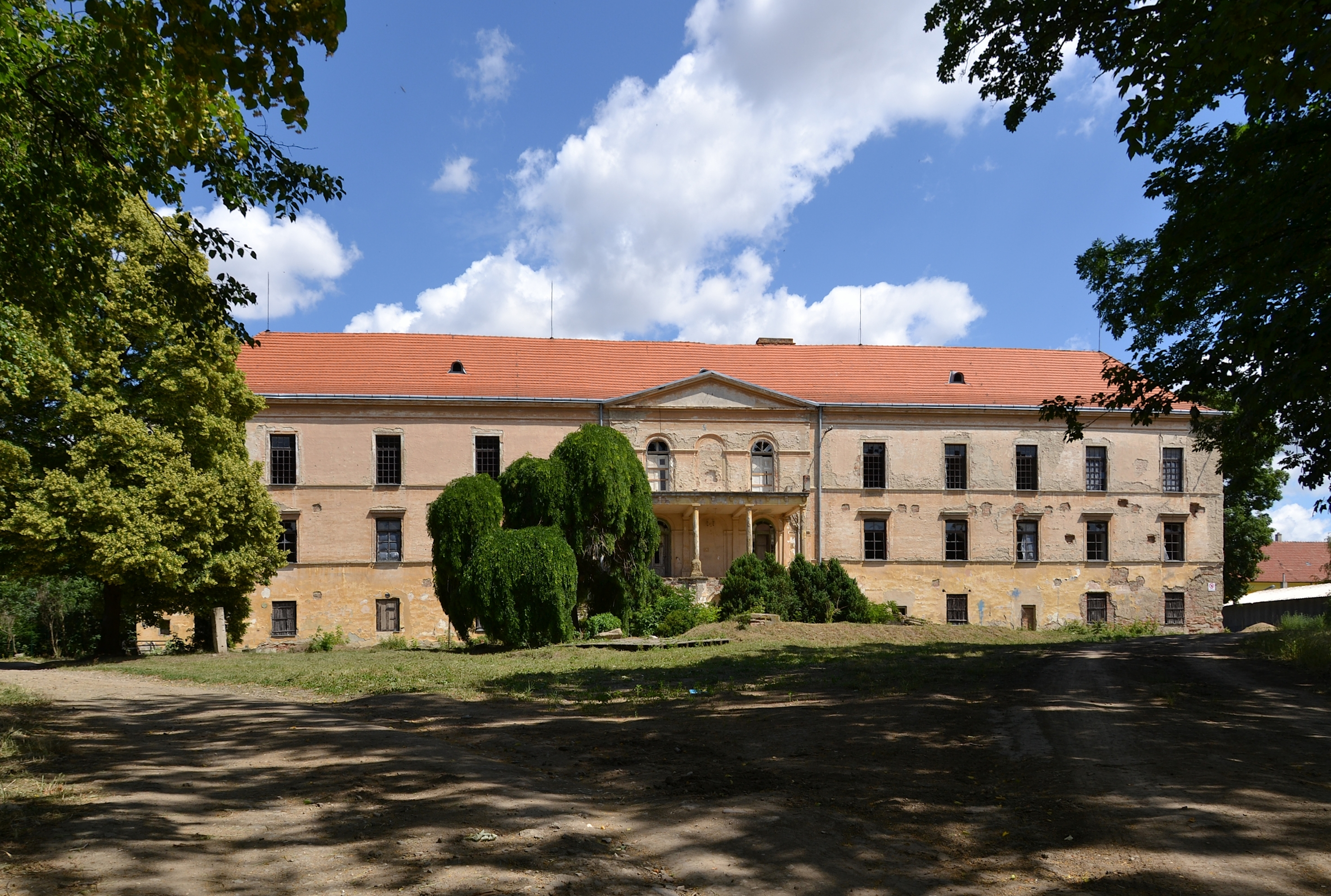
Château de Hrušovany.
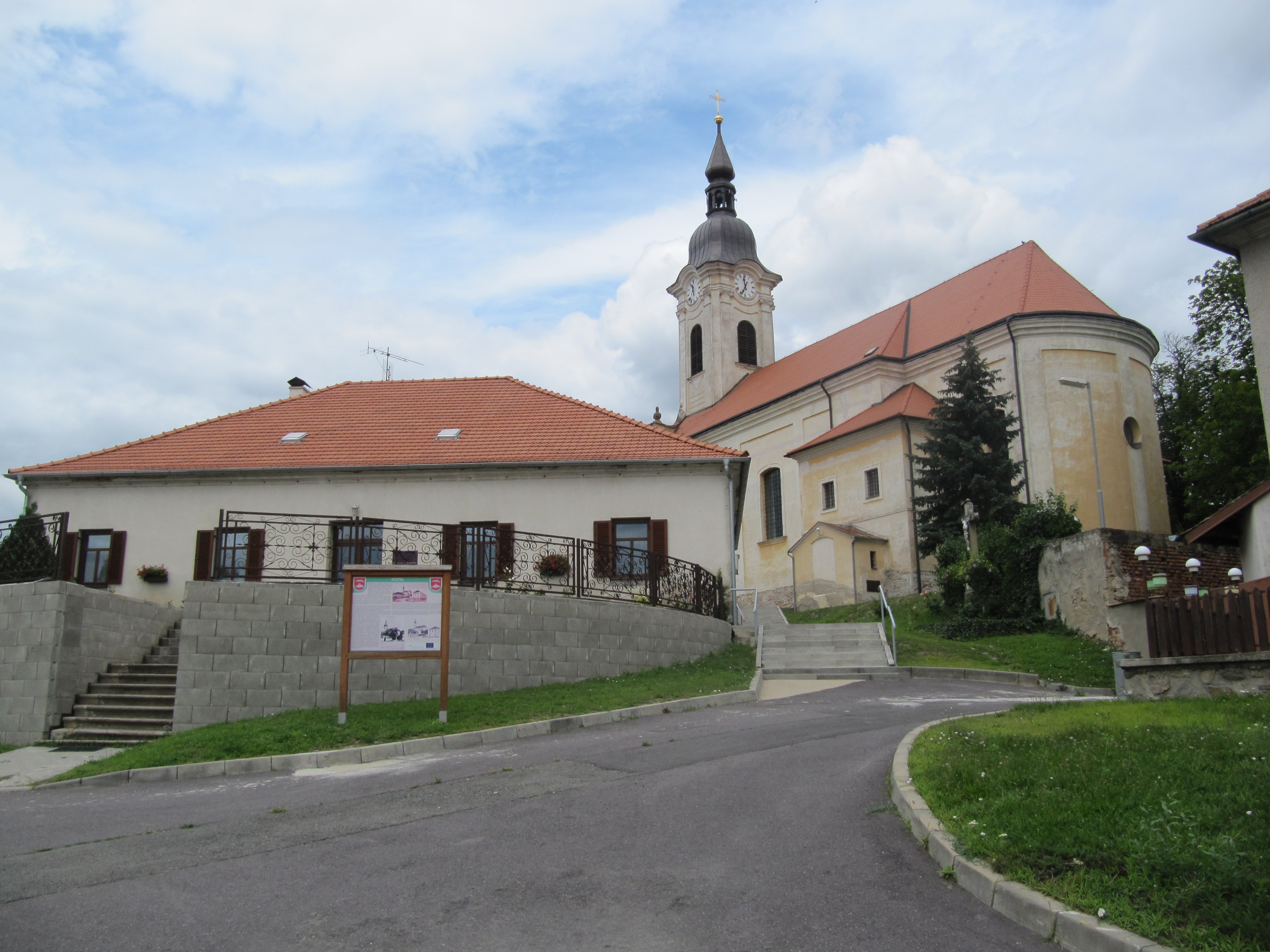
Église Saint-Étienne.

## Transports
Par la route, Hrušovany nad Jevišovkou se trouve à 26 km de Mikulov, à 33 km de Znojmo, à 51 km de Brno et à 252 km de Prague.